# Portas
Portas es un municipio español de la provincia de Pontevedra, en la comunidad autónoma de Galicia. Cuenta con una población de 2781 habitantes (INE 2024).

## Geografía
Integrado en la comarca de Caldas, se sitúa a 22 kilómetros de Pontevedra. El término municipal está atravesado por la autopista del Atlántico (AP-9) y por la carretera nacional N-550, en el pK 103,  además de por carreteras locales que permiten la comunicación entre las parroquias. El relieve del municipio está definido por el valle del río Umia al norte (Val do Salnés), que hace de límite con Caldas de Reyes, y por una sucesión de pequeños montes y suaves colinas. La altitud oscila entre los 214 metros al oeste, en un monte en el límite con Villanueva de Arosa, y los 10 metros a orillas del río Umia. La capital municipal, Currás, se alza a 53 metros sobre el nivel del mar. 
| Noroeste: Caldas de Reyes         | Norte: Caldas de Reyes | Noreste: Caldas de Reyes |
| Oeste: Villanueva de Arosa y Meis |                        | Este: Moraña             |
| Suroeste: Meis                    | Sur: Barro             | Sureste: Barro           |

## Historia
Hacia mediados del siglo XIX, el municipio tenía contabilizada una población de 1745 habitantes. Aparece descrito en el decimotercer volumen del Diccionario geográfico-estadístico-histórico de España y sus posesiones de Ultramar de Pascual Madoz con las siguientes palabras:

PORTAS: ayunt. en la prov. de Pontevedra (2 1/2 leg.), part. jud. de Caldas de Reyes (1 1/2), dióc. de Santiago (6): sit. á la izq. del r. Umia, con libre ventilacion y clima sano. Comprende las felig. de Briallos, San Cristobal; Lantaño, San Pedro; Portas, Sta. Maria (cap.); y Romay, San Julian. Confina el térm. municipal por N. con el de Sayar; por E. y S. con el de Barro, y por O. con el de Cambados. El terreno es de buena calidad, y solo comprende algunas colinas y cerros poco elevados: cruza por el E. el r. Pequeño que recibiendo otros 3 riach. va á desaguar en el Umia, que pasa por el N. Atraviesa por este distrito la carretera que desde la Coruña y Santiago se dirige á Pontevedra y otros puntos. prod.: trigo, maiz, cebada, centeno, vino, castañas, lino, patatas, legumbres y frutas; hay ganado vacuno, de cerda, caballar, lanar y cabrío; caza de liebres, conejos y perdices, y pesca de varias especies. ind.: la agrícola, molinosh harineros, y telares de lienzos ordinarios. pobl.. 585 vec., 1,745 alm. contr.: 38,092 rs.
(Madoz, 1849, p. 159)

## Geografía humana

### Demografía
Cuenta con una población de 2781 habitantes (INE 2024).
| Gráfica de evolución demográfica de Portas entre 1842 y 2021                                                          |
| |
| Población de derecho según los censos de población del INE. Población de hecho según los censos de población del INE. |

| 3326                       | 3231 | 3205 | 3176 |
| (Fuente: [cita requerida]) |      |      |      |

### Parroquias
Parroquias que forman parte del municipio:
- Briallos (San Cristóbal)
- Lantaño (San Pedro)
- Portas (Santa María)
- Romay (San Julián)

## Alcaldía
En el período 1925-1930 Dª Concepción Pérez Iglesias, maestra nacida en Santiago de Compostela, fue la primera alcaldesa de Galicia, como consta en el artículo de María Isabel Novo Fariña, publicado en el Suplemento especial del Correo Gallego el 25 de julio de 2017.

## Cultura
Desde 2021 se celebra en la Azucreira de Portas el festival de música PortAmérica.